# Auxilia

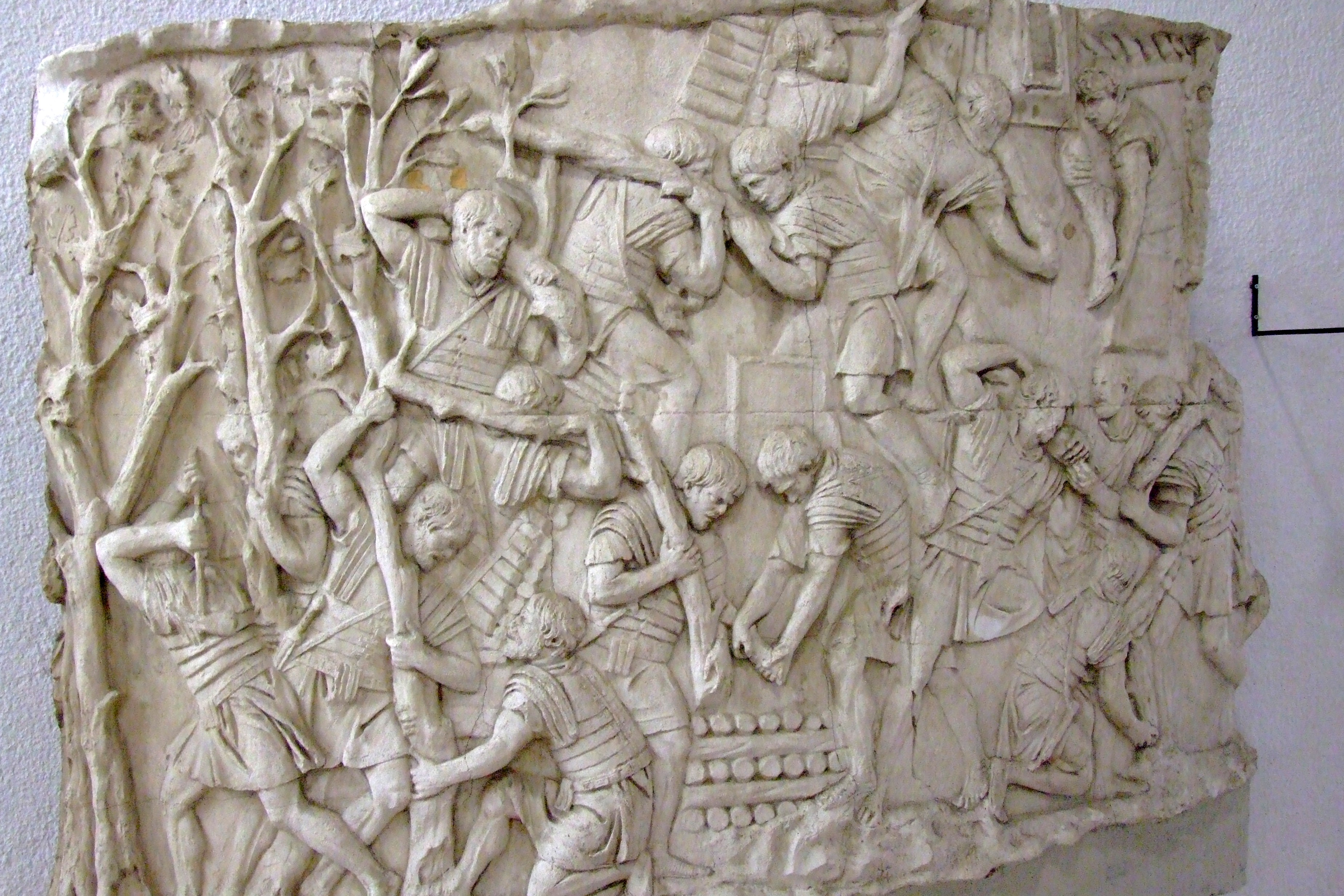
Romeinse troepen van de genie

De auxilia, Latijn voor hulptroepen, waren de gerekruteerde soldaten die buiten de structuur van het legioen in het Romeinse leger stonden. Zij kwamen dan ook meestal uit andere volkeren dan de Romeinen zelf en stonden onder bevel van hun eigen aanvoerders. De Bataven stonden bekend als leveranciers van uitstekende auxiliarii, voornamelijk van de cavalerie. Er waren zeer veer verschillende axiliarii, eigenlijk kon elke soort soldaat tot de auxilia worden gerekend. Zo waren er de Kretenzische boogschutters, de Numidische cavalerie en de Baleaarse slingeraars. Auxilia werden in cohorten onderverdeeld met tot 1.000 manschappen. De ruiterij werd ook in de zogenaamde alae ingedeeld. Zij werden net als de Romeinse troepen ingedeeld bij de Cohortes auxiliariae, dus bij de infanterie, of turmae, de ruiterij.